# Alchornea vaniotii
Alchornea vaniotii är en törelväxtart som beskrevs av Augustin Abel Hector Léveillé. Alchornea vaniotii ingår i släktet Alchornea och familjen törelväxter. Inga underarter finns listade i Catalogue of Life.